# Кирсинское городское поселение
Ки́рсинское городское поселение — упразднённое муниципальное образование в составе Верхнекамского района Кировской области. Административный центр — город Кирс.

## История
Кирсинское городское поселение образовано 1 января 2006 года согласно Закону Кировской области от 07.12.2004 № 284-ЗО, в его состав вошёл город Кирс, населённые пункты, подчинённые городской администрации, и бывшего Верховского сельского округа.
К 2021 году упразднено в связи с преобразованием муниципального района в муниципальный округ.

## Население
| 2009    | 2010    | 2011    | 2012    | 2013    | 2014    | 2015    |
| ------- | ------- | ------- | ------- | ------- | ------- | ------- |
| 11 026  | ↗11 388 | ↘10 379 | ↗11 191 | ↘10 972 | ↘10 809 | ↘10 610 |
| 2016    | 2017    | 2018    | 2019    | 2020    | 2021    |         |
| ↘10 442 | ↘10 355 | ↘10 190 | ↘9984   | ↘9834   | ↘9180   |         |

## Состав
В состав городского поселения входят 7 населённых пунктов (население, 2010):
- город Кирс — 10420 чел.;
- посёлок Барановка — 88 чел.;
- посёлок Гарь — 213 чел.;
- деревня Кочкино — 286 чел.;
- посёлок Пещёра — 300 чел.;
- деревня Плотниковы — 55 чел.;
- посёлок Черниговский — 26 чел.

## Инфраструктура
На территории городского поселения расположены больница, средняя школа, музыкальная школа, физкультурно-оздоровительный комплекс, филиал среднего специального учебного заведения, профессиональное училище, пожарная часть, военкомат, редакция местной газеты, Покровская церковь.